# Worthington
Worthington település az Amerikai Egyesült Államok Minnesota államában, Nobles megyében, melynek megyeszékhelye is. Lakosainak száma 13 947 fő (2020. április 1.).

## Népesség
A település népességének változása:

| 2010 | 12 764 |
| 2020 | 13 947 |